# Five Boroughs

De Midlands ten tijde van Æthelflæd. De data zijn die van de fortificatie of overgave (witte vlag) van de betrokken plaatsen.

Five Boroughs (Oudengels: Burga fife), letterlijk de vijf burhs, verwijst (historisch gezien) naar de vijf versterkte steden (burhs) Nottingham, Derby, Lincoln, Leicester en Stamford, die in de 10/11e eeuw allemaal in het gebied van de Danelaw lagen (huidige Midlands).
Hoewel deze steden door Æthelflæd, vrouwe der Mercianen, en haar jongere broer, Eduard, koning van Wessex, aan het begin van de 10e eeuw waren heroverd, waren deze nadien door Olaf Guthfrithson (ook wel koning Olaf I van Dublin genoemd) terug in Deense handen gekomen.
De term komt voor het eerst voor in de Angelsaksische kroniek voor het jaar 942, waarin wordt gezegd dat dit gebied na Olafs dood in 941 door koning Edmund I van Engeland werd heroverd. Het gebied omvatte wat in de Tribal Hidage als "oorspronkelijk Mercia" werd omschreven, met daarbij Lindsey en Hatfield.
De term wordt vervolgens terug gebruikt in de zogenaamde Wantage Code van Æthelred gebruikt (ca. 997) en komt voor een tweede keer voor in de Angelsaksische kroniek met betrekking tot de onderwerping van Engeland aan Sven Gaffelbaard in 1013, al wordt hier dan wel Lindsey van de Five Boroughs onderscheiden. Mogelijk werd toen ook Lincoln van deze onderscheiden.
Opvallend is dat de Angelsaksische kroniek voor het jaar 1015 voor de eerste en enige keer melding maakt van de Seven Boroughs. Frank Stenton heeft gesuggereerd dat de twee nieuwe Boroughs Torksey en York zouden zijn geweest, maar er zijn ook andere mogelijke kandidaten.
De regio oefende tegen het eind van de Angelsaksische periode behoorlijk wat politieke invloed uit, want zowel koning Edmund II van Engeland als koning Knoet de Grote en graaf Leofric van Mercia zochten allemaal de steun van de leiders in deze regio. Uit het Domesday Book meent men te kunnen opmaken dat het een goed ontwikkelde en relatief rijke regio was.

## Referentie
- N.J. Higham, art. Five Boroughs, in M. Lapidge - e.a. (edd.), The Blackwell Encyclopaedia of Anglo-Saxon England, Oxford - e.a., 20012, pp. 191-192.